# Diecezja Itanagar
Diecezja Itanagar – diecezja rzymskokatolicka w Indiach. Została utworzona w 2005 z terenu diecezji Tezpur.

## Ordynariusze
- John Thomas Kattrukudiyil (2005–2023)
- Benny Varghese Edathattel (od 2023)